# Microwire

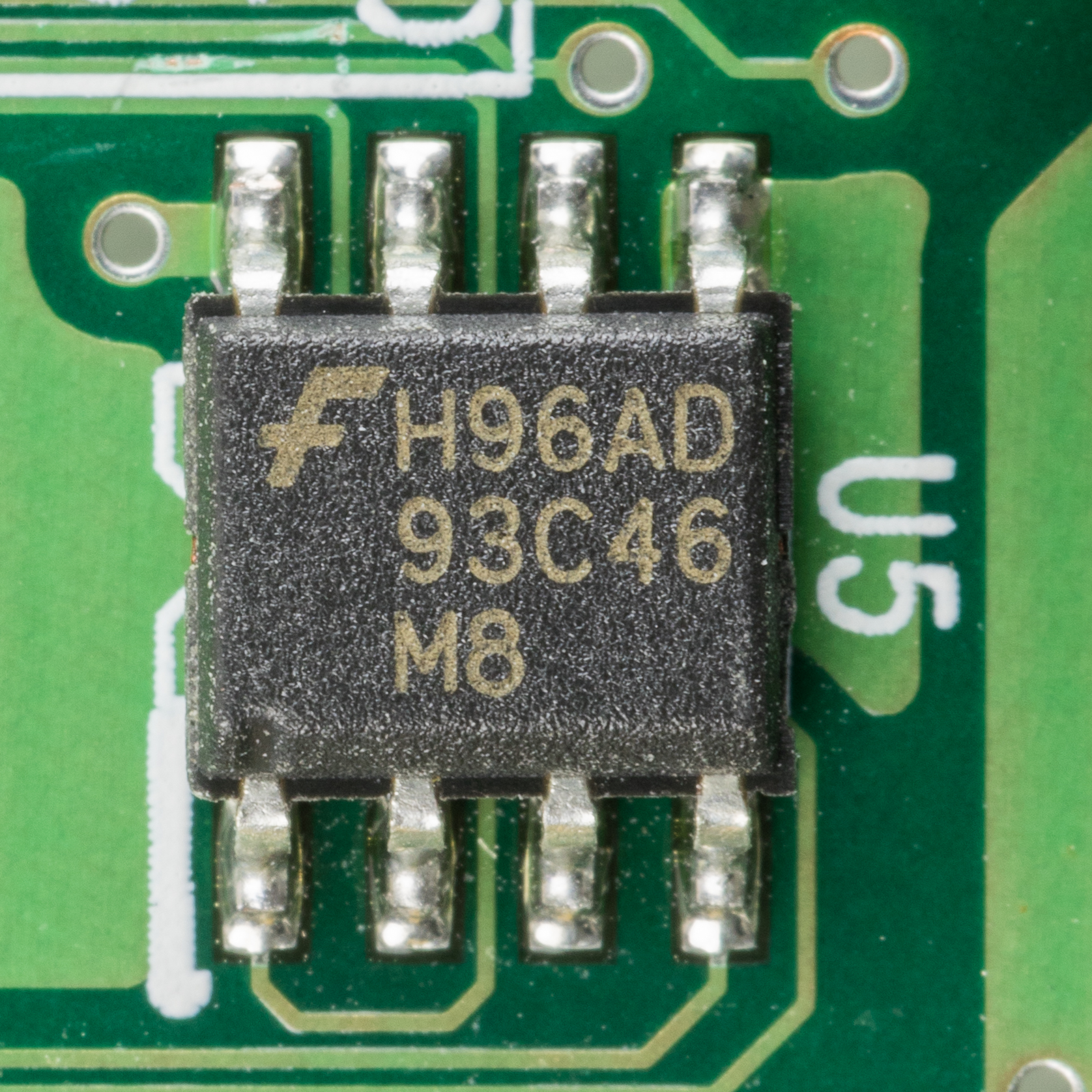
Serielles EEPROM von Fairchild mit Microwire-Bus

Microwire ist ein von National Semiconductor entwickeltes Bus-System (Synchronous Serial Port). Es baut auf SPI auf, definiert aber das Protokoll etwas strikter. National versuchte diese Schnittstelle mit seinen Mikrocontrollern in den Markt einzuführen, hatte hiermit aber nicht allzu viel Erfolg.
Aktuell ist das Protokoll noch in vielen Chips von National integriert (jetzt Texas Instruments) und wird z. B. bei EEPROMs von ABLIC, Microchip Technology, Rohm, STMicroelectronics oder ON Semiconductor unterstützt. Aufgrund der SPI-Basis lassen sich diese dennoch mit jeder SPI-Schnittstelle ansprechen.